# ImageMovers
ImageMovers — киностудия, руководимая Робертом Земекисом. Она была основана в 1997 году и продюсировала такие фильмы, как «Изгой», «Что скрывает ложь» и «Полярный экспресс». С 2007 по 2010 годы Disney и ImageMovers управляли объединённым анимационным комплексом ImageMovers Digital, который создал два анимационных фильма на основе захвата движения: «Рождественская история» и «Тайна красной планеты» для «The Walt Disney Studios».
В 2011 году было объявлено, что ImageMovers заключила 2-летнюю сделку с компанией Universal Studios.

## История

### Начало
В 1997 году, под руководством Роберта Земекиса, наряду с его партнёрами Джеком Рапке и Стивом Старки была создана компания «ImageMovers». Среди производств компании «ImageMovers» были такие фильмы как «Что скрывает ложь» (с Харрисоном Фордом и Мишель Пфайффер), «Изгой» (с Томом Хэнксом), «Полярный экспресс» (также с Томом Хэнксом) и её последний фильм «Беовульф» (с Рэем Уинстоном, Энтони Хопкинсом, Джоном Малковичем, Робин Райт Пенн и Анджелиной Джоли).

### Disney и ImageMovers Digital
В 2007 году The Walt Disney Company и ImageMovers организовали совместное предприятие анимационных возможностей, ImageMovers Digital, где Земекис производит 3D-анимационные фильмы, используя технологию захвата движения.
6 ноября 2009 года ImageMovers издала фильм «Рождественская история», представление на основе захвата движения с участием Джима Керри, Гэри Олдмена, Колина Ферта, и Кэри Элвеса, каждый из которых исполнил множества ролей в фильме. 12 марта 2010 года Disney и ImageMovers объявили, что ImageMovers Digital закроет операции к январю 2011 года, после того как производство фильма «Тайна красной планеты» закончится. Президент Walt Disney Studios Алан Бергман сказал: «…учитывая сегодняшние экономические реалии, мы должны найти альтернативные пути, чтобы принести творческого контента зрителям и IMD больше не вписывается в нашу бизнес-модель.»
Ранее компания, как сообщается, имеет «Вызывая всех роботов», ремейк «Жёлтой подводной лодки», сиквел фильма «Кто подставил кролика Роджера» и «Щелкунчик» в производстве. Disney отбросила «Жёлтую подводную лодку» после кассового провала «Тайны красной планеты».

### Universal
В августе 2011 года было объявлено, что ImageMovers заключила двухлетнюю производственную сделку с Universal Studios.

## Фильмы

### ImageMovers
| Год  | Фильм              | Ориг. название    | Сопроизводство/Дистрибютер                     | Бюджет   | Сборы        |
| ---- | ------------------ | ----------------- | ---------------------------------------------- | -------- | ------------ |
| 2000 | Что скрывает ложь  | What Lies Beneath | DreamWorks 20th Century Fox                    | $100 млн | $291,420,351 |
| 2000 | Изгой              | Cast Away         | DreamWorks 20th Century Fox                    | $90 млн  | $429,632,142 |
| 2003 | Великолепная афера | Matchstick Men    | Warner Bros.                                   | $62 млн  | $65,573,198  |
| 2004 | Полярный экспресс  | The Polar Express | Warner Bros.                                   | $165 млн | $306,431,864 |
| 2006 | Последний отпуск   | Last Holiday      | Paramount Pictures                             | $45 млн  | $43,343,248  |
| 2006 | Дом-монстр         | Monster House     | Columbia Pictures Amblin Entertainment         | $75 млн  | $140,175,006 |
| 2007 | Беовульф           | Beowulf           | Paramount Pictures (США) Warner Bros. (не США) | $150 млн | $196,393,745 |
| 2011 | Живая сталь        | Real Steel        | Touchstone Pictures DreamWorks                 | $110 млн | $295,120,796 |
| 2012 | Экипаж             | Flight            | Paramount Pictures Parkes/MacDonald            | $31 млн  | $161,772,375 |
| 2015 | Прогулка           | The Walk          | TriStar Productions TriStar Pictures           | $35 млн  | $61.181,942  |
| 2016 | Союзники           | Allied            | Paramount Pictures GK Films                    | $85 млн  | $119,520,023 |

### ImageMovers Digital
| Год  | Название               | Ориг. название    | Сопроизводство/Дистрибютер | Бюджет       | Сборы        |
| ---- | ---------------------- | ----------------- | -------------------------- | ------------ | ------------ |
| 2009 | Рождественская история | A Christmas Carol | Walt Disney Pictures       | $175-200 млн | $325,286,646 |
| 2011 | Тайна красной планеты  | Mars Needs Moms   | Walt Disney Pictures       | $150 млн     | $39,549,758  |